# Asesinato de Fernando Villavicencio
El asesinato de Fernando Villavicencio fue un magnicidio que tuvo lugar en la ciudad de Quito, Ecuador, el 9 de agosto de 2023, a tan solo once días de las elecciones presidenciales. El candidato a la presidencia, Fernando Villavicencio, fue asesinado después de salir de un evento de campaña en la capital ecuatoriana. Durante el ataque varias personas fueron heridas.

## Antecedentes
Fernando Villavicencio fue un político ecuatoriano que fungió como asambleísta nacional desde el 14 de mayo de 2021, hasta el 17 de mayo de 2023, fecha en la que el gobierno de Guillermo Lasso, ejecutó el mecanismo constitucional denominado como «muerte cruzada», con el que decretó la disolución del parlamento y llamando a elecciones presidenciales y legislativas extraordinarias. Apenas decretada la «muerte cruzada», Villavicencio anunció su candidatura presidencial, siendo auspiciado por el Movimiento Construye; ubicándose en cuarto lugar en el promedio de los sondeos de opinión de voto hasta la fecha de su asesinato. Un día antes de su muerte, realizó un informe al Ministerio de Justicia sobre un negocio petrolero no identificado. En septiembre de 2022, Villavicencio afirmó haber sido víctima de un intento de asesinato. Patricio Zuquilanda, asesor de campaña, mencionó que Villavicencio había recibido múltiples amenazas de muerte antes del tiroteo, incluida una del Cártel de Sinaloa, que resultó en una detención.
The Washington Post señaló que su asesinato ocurrió durante un momento de creciente violencia de pandillas en el país. Solo en 2023 han ocurrido más de 250 crímenes en el país, entre ellos destacan:
- 21 de enero: el asesinato de Julio César Farachio, candidato a la alcaldía de la ciudad de Salinas.[6]
- 5 de febrero: el asesinato de Omar Menéndez, candidato a la alcaldía de la ciudad de Puerto López, en la sede del movimiento político por el que participaba,[6]
- 16 de julio: el asesinato de Rider Sánchez, candidato a la Asamblea Nacional por la provincia de Esmeraldas,[7]
- 23 de julio: el asesinato de Agustín Intriago, alcalde de la ciudad de Manta, mientras asistía a un evento deportivo[8]

## Tiroteo
El 9 de agosto de 2023, dos semanas antes de las elecciones presidenciales anticipadas, Villavicencio habló en un mitin político del Movimiento Construye en el Colegio Anderson en Quito, allí concluyó su discurso aproximadamente a las 18:20 ET y se retiró. Mientras se subía a una camioneta blanca rodeada de guardias recibió tres disparos en la cabeza, posteriormente fue llevado de urgencia a una clínica cercana donde se declaró su muerte. En el asesinato nueve personas resultaron heridas, incluida una candidata legislativa y dos agentes de policía. El agresor también lanzó una granada hacia los seguidores del candidato, pero no explotó. Según el partido, hombres armados atacaron las oficinas del Movimiento Construye en Quito.
Videos del ataque comenzaron a circular en las redes sociales poco después de que se confirmara su muerte. El informe de la autopsia dio como causa de muerte un trauma craneal, hemorragia y laceración cerebral; también sufrió una fractura craneal.
La candidata a vicepresidenta Andrea González, expresó su pesar y dijo: «Nos quitaron nuestro presidente valiente. Estoy destrozada. Ecuador no merece perderte así». Verónica Sarauz, esposa de Villavicencio, responsabilizó al gobierno ecuatoriano y al correísmo del asesinato.
El magnicidio de Villavicencio se convirtió en el primer candidato presidencial asesinado durante su campaña desde Abdón Calderón Muñoz en 1978.

## Sospechosos
Un sospechoso en el asesinato murió a causa de las heridas sufridas durante un tiroteo, quien fue identificado como Johan David Castillo más conocido como Ito de nacionalidad colombiana. Se realizaron seis arrestos en las horas posteriores al ataque, durante los cuales también se incautaron varias armas de fuego y granadas. Los seis sospechosos supervivientes, todos bajo sospecha de estar involucrados en actividades de sicariato, también fueron identificados como colombianos y habían sido detenidos por otros cargos un mes antes, pero habían quedado en libertad bajo fianza; sin embargo, debido a que no se presentaron a la policía como lo exigen las condiciones de su libertad bajo fianza, se emitieron órdenes de arresto en la tarde del 9 de agosto, dos horas antes del ataque a Villavicencio.
En una grabación de video difundida en las redes sociales esa noche, un grupo criminal conocido como Los Lobos se atribuyó la responsabilidad del ataque. Sin embargo, la autenticidad del video fue cuestionada por organizaciones no gubernamentales que monitorean el crimen en Ecuador. No obstante, al día siguiente, en otro video compartido en redes sociales por presuntos miembros de la banda Los Lobos, negaron haber asesinado a Villavicencio y afirmaron que nunca han perpetrado homicidios contra funcionarios gubernamentales o civiles.

## Respuestas del gobierno
Lasso, quien primero confirmó el asesinato, escribió en X que estaba "indignado y sorprendido". Luego convocó a una reunión del Gabinete de Seguridad en el Palacio de Carondelet, en la que asistieron la fiscal general del Estado Diana Salazar Méndez, así como los presidentes del Consejo Nacional Electoral y la Corte Nacional de Justicia. En una cadena nacional televisada a la nación poco después de la medianoche, Lasso anunció tres días de luto nacional y la imposición de un estado de excepción en todo el país durante los siguientes 60 días, lo que implicaba el despliegue del ejército para apoyar la labor de la policía y la suspensión de varias libertades civiles, como la libertad de reunión y la inviolabilidad del hogar. También confirmó que las elecciones se llevarían a cabo según lo programado el 20 de agosto.
El 10 de agosto, el presidente Lasso compartió en X que había solicitado la asistencia del gobierno de los Estados Unidos, en particular al FBI, para llevar a cabo la investigación del asesinato de Villavicencio, con el objetivo de esclarecer los hechos que rodean este crimen.

## Impacto en las elecciones
La presidenta del Consejo Nacional Electoral (CNE), Diana Atamaint, dijo en una declaración que dado que las papeletas electorales ya habían sido impresas, el nombre y la fotografía de Villavicencio aún aparecerian en ellas el día de las elecciones y que cualquier voto emitido por él se contaría a favor del candidato reemplazante que el Movimiento Construye haya designado. El 11 de agosto el Movimiento Construye envió al CNE una serie de preguntas para aclarar la situación legal. Expertos constitucionales señalaron que Andrea González, compañera de fórmula de Villavicencio, la opción preferida del partido, sería inelegible porque ya estaba registrada como candidata a la vicepresidencia y que una vez registradas las candidaturas estás eran irrenunciables. Independientemente de esto, González fue anunciada como candidata presidencial el 12 de agosto. Sin embargo, debido a las incertidumbres legales sobre su elegibilidad y la ausencia de respuesta del CNE a sus consultas, el 13 de agosto se retractó de esa decisión y se nombró en su lugar al periodista Christian Zurita como su compañero de fórmula.
El Movimiento Construye también pidió que se posponga el debate televisado programado para el 13 de agosto, en el que todos los candidatos presidenciales deben participar. El candidato Otto Sonnenholzner se sumó a esta solicitud, pero el CNE afirmó que el evento se llevaría a cabo según lo planeado.

## Otras reacciones
Otros candidatos pidieron una postura más firme contra el crimen, incluyendo a Yaku Pérez Guartambel, Xavier Hervas, Jan Topić, Otto Sonnenholzner y Luisa González. Pérez, González, Topić y Bolívar Armijos anunciaron la suspensión de sus respectivas campañas electorales por respeto. El expresidente Rafael Correa remarcó sobre su asesinato, que Ecuador se había convertido en un «Estado fallido» y advirtió que los que intenten sembrar más odio con su muerte «solo nos seguirán destruyendo».
La misión de observación electoral de la Organización de los Estados Americanos (OEA) compartió la pena y consternación del pueblo ecuatoriano y llamó a las autoridades a llevar a cabo una investigación exhaustiva y completa. El embajador de Estados Unidos en Ecuador, Michael J. Fitzpatrick, afirmó que Estados Unidos condena el ataque. Los gobiernos de Argentina, Brasil, Chile, Perú, Reino Unido y España expresaron sus condolencias.

## Funeral
El 11 de agosto se realizó de manera privada su velatorio con un reducido grupo de familiares. Simpatizantes y allegados se congregaron a las afueras, pero no se les permitió el acceso a la capilla ardiente, a pesar de sus peticiones. Posteriormente, se generó tensión y la policía tuvo que recurrir al uso de gas pimienta. Inicialmente, se había planeado un homenaje público en un centro de exposiciones; sin embargo, el féretro fue trasladado al camposanto Monteolivo ubicado en norte de Quito para su inhumación y posterior entierro.
Adicionalmente, se llevó a cabo un homenaje póstumo en el Centro de Exposiciones Quito, con la participación de amigos, políticos y miembros del Movimiento Construye, que apoyaban a Villavicencio. Los candidatos presidenciales Yaku Pérez y Bolívar Armijos también estuvieron presentes, pero fueron abucheados por la multitud, que rechazó su presencia.

## Secuelas
El 21 de agosto, un día después de las elecciones, "Gente Buena", uno de los movimientos que respaldó la candidatura de Villavicencio, rompió lazos con el Movimiento Construye, citando desacuerdos sobre su liderazgo y conformación de la asamblea. El MC-25 anunció que una de sus primeras acciones en la Asamblea Nacional sería la creación de una comisión especial para investigar la muerte de Villavicencio.
El 6 de octubre, se reportó que los seis sicarios sobrevivientes, detenidos por su implicación en el asesinato de Villavicencio, fueron hallados muertos en el pabellón 7 de la Penitenciaría del Litoral. Poco después se informó sobre el asesinato de un séptimo acusado en una cárcel de Quito. Los cuerpos presentaban signos de ahorcamiento, y la Fiscalía General del Estado ordenó autopsias para determinar las causas de sus muertes. Además, un jefe y dos guías penitenciarios fueron trasladados para rendir declaraciones.
Este incidente llevó a que Guillermo Lasso, quien se encontraba en Nueva York, regresara de inmediato al país y convocara a un Gabinete de Seguridad. También provocó la reacción del expresidente Rafael Correa, quien a través de su cuenta en X, responsabilizó a Lasso de este suceso.